# Ryszard Mańko
Ryszard Janusz Mańko (ur. 8 kwietnia 1946, zm. 8 lutego 1994) – polski piłkarz, napastnik lub pomocnik.

## Życiorys
Występował w klubach szczecińskich: Arkonii, a następnie Pogoni. W reprezentacji Polski wystąpił tylko raz, w rozegranym 2 września 1970 spotkaniu z Danią, które Polska wygrała 5:0.
Po zakończeniu kariery sportowej mieszkał w Kanadzie. Zginął zamordowany podczas napadu rabunkowego na pizzerię, którą prowadził.